# Internationaux de Tennis de Vendée
O Internationaux de Tennis de Vendée é um torneio tênis, que faz parte da série ATP Challenger Tour, realizado desde 2013, realizado em piso duro, em Mouilleron-le-Captif, França.

## Edições

### Simples
| Ano  | Campeões              | Finalistas      | Placar             | Ref.  |
| ---- | --------------------- | --------------- | ------------------ | ----- |
| 2019 | Mikael Ymer           | Mathias Bourgue | 6–1, 6–4           |       |
| 2018 | Elias Ymer (2)        | Yannick Maden   | 6–3, 7–6(7–5)      |       |
| 2017 | Elias Ymer            | Yannick Maden   | 7–5, 6–4           |       |
| 2016 | Julien Benneteau      | Andrey Rublev   | 7–5, 2–6, 6–3      |       |
| 2015 | Benoît Paire          | Lucas Pouille   | 6–4, 1–6, 7–6(9–7) |       |
| 2014 | Pierre-Hugues Herbert | Marsel İlhan    | 6–2, 6–3           | [ 1 ] |
| 2013 | Michael Berrer        | Nicolas Mahut   | 1–6, 6–4, 6–3      | [ 2 ] |

### Duplas
| Ano  | Campeões                                 | Finalistas                              | Placar                     | Ref.  |
| ---- | ---------------------------------------- | --------------------------------------- | -------------------------- | ----- |
| 2019 | Jonny O'Mara Ken Skupski                 | Sander Arends David Pel                 | 6–1, 6–4                   |       |
| 2018 | Sander Gillé Joran Vliegen               | Romain Arneodo Quentin Halys            | 6–3, 4–6, [10–2]           |       |
| 2017 | Andre Begemann Jonathan Eysseric (2)     | Tomasz Bednarek David Pel               | 6–3, 6–4                   |       |
| 2016 | Jonathan Eysseric Édouard Roger-Vasselin | Johan Brunström Andreas Siljeström      | 6–7(1–7), 7–6(7–3), [11–9] |       |
| 2015 | Sander Arends Adam Majchrowicz           | Aliaksandr Bury Andreas Siljeström      | 6–3, 5–7, [10–8]           |       |
| 2014 | Pierre-Hugues Herbert Nicolas Mahut      | Tobias Kamke Philipp Marx               | 6–3, 6–4                   | [ 3 ] |
| 2013 | Fabrice Martin Hugo Nys                  | Henri Kontinen Adrián Menéndez-Maceiras | 3–6, 6–3, [10–8]           | [ 4 ] |

## Ligações Externas
- Site Oficial